# Yacolla pikelinae
Yacolla pikelinae là một loài nhện trong họ Amaurobiidae. Chúng được Pekka T. Lehtinen miêu tả năm 1967, và chỉ được tìm thấy ở Brazil.